# Nyugat-Falkland
Nyugat-Falkland (angolul: West Falkland, spanyolul: Gran Malvina) a Falkland-szigetek második legnagyobb tagja a Déli-Atlanti-óceánban. Területe 4532 km² (5413 km² a hozzá tartozó kis szigetekkel együtt). A Falkland Sound tengerszoros választja el Kelet-Falklandtól.
A szigetet kevesebb mint 200-an lakják, a partokon szétszórtan. A legnagyobb település Port Howard a keleti parton. Más települések: Albemarle, Chartres, Dunnose Head, Fox Bay, Fox Bay West, Hill Cove, Port Stephens, és Roy Cove. Ezeket utak kötik össze és legtöbbjének repülőtéri kifutópályája és kikötője is van.
Nyugat-Falklandot elkerülték az 1982-es Falkland-szigeteki háború hadműveletei. Ezekben a napokban csak két RAF megfigyelőállás működött itt: a Mount Alice, Port Albermarle közelében, a sziget déli részén és Mount Byron északon.
A sziget fő ipara a birkatartás. A halászat főleg a Warrah és a Chartres folyón népszerű.
Nyugat-Falkland legdélebbi pontja a Meredith-fok. A déli részen magas sziklaszirtek vannak, sok tengeri madárral, nyugaton homokos tengerpartok is előfordulnak. A partok az elefántfókák kedvelt vadászterülete.